# Der Knabe auf dem Delphin
Der Knabe auf dem Delphin (Boy on a Dolphin) ist ein amerikanischer Spielfilm aus dem Jahr 1957 mit Sophia Loren in der Hauptrolle. Er entstand nach einem Roman von David Divine und wurde am 19. April 1957 in Deutschland erstmals aufgeführt.

## Handlung
Phaedra ist eine Schwammtaucherin, die mit ihrem jüngeren Bruder Niko, ihrem albanischen Freund Rhif und dem englischen alkoholabhängigen Arzt Dr. Hawkins in ärmlichen Verhältnissen auf der griechischen Insel Hydra lebt. Bei einem Tauchgang entdeckt sie die goldene Statue eines Knaben, der auf einem Delphin reitet. Sie reist nach Athen, um die Statue an einen reichen Sammler zu verkaufen, den sie schließlich eher zufällig in Person von Victor Parmalee findet. Vor dem Treffen mit Parmalee hat sie allerdings von ihrem Fund schon dem amerikanischen Archäologen Dr. James Calder erzählt.
Zwischen dem skrupellosen Sammler Parmalee und Calder entspinnt sich nun eine Rivalität, da Calder den Fund für die Wissenschaft bzw. das griechische Volk sichern möchte. Phaedra ist anfänglich vor allem an dem Geld des sehr vermögenden Victor interessiert und führt Calder bei mehreren Tauchgängen auf Hydra mit immer wieder neuen angeblichen Fundplätzen in die Irre. Schließlich verlieben sich Calder und Phaedra jedoch ineinander und die Übergabe der Statue durch ihren mittlerweile habgierig gewordenen Freund Rhif an Victor scheitert im letzten Moment.

## Kritik
„Ausgezeichnete Folklore-, Landschafts- und Unterwasseraufnahmen überdecken streckenweise die kitschige, wenig logische Handlung“, fand das Lexikon des internationalen Films.

## Hintergrund
Hugo Friedhofer wurde für die beste Filmmusik für den Oscar nominiert, konnte sich jedoch nicht gegen Malcolm Arnold mit der Musik zu Die Brücke am Kwai durchsetzen.